# Koperen beekjuffer
De koperen beekjuffer (Calopteryx haemorrhoidalis) is een juffer (Zygoptera) uit de familie van de beekjuffers (Calopterygidae).

## Kenmerken
De juffer heeft een vleugelspanwijdte van 60–70 mm. De mannetjes hebben een donker roodkoperkleurig lichaam en grotendeels donker gekleurde vleugels, ook met een koperglans. Vrouwtjes zijn metaalglanzend groen met in de lichtbruin getinte achtervleugel een bruine band van variabele breedte. Onder de laatste segmenten hebben uitgekleurde mannetjes een rode vlek, die tot de wetenscahppelijke naam heeft geleid. Beekjuffermannetjes gebruiken deze vlek als signaal naar soortgenoten, de andere Europese beekjuffers hebben daar een witte of beige vlek. De soort vliegt van mei tot september.

## Verspreiding en habitat
Deze soort komt voor in Zuid-Europa (Spanje, Frankrijk, Italië, Corsica, Sardinië, de Balearen) en Noord-Afrika (Marokko, Algerije, Tunesië), met name langs heldere zuurstofrijke beken en riviertjes.

## Naamgeving
De wetenschappelijke naam van de soort werd in 1825 als Agrion haemorrhoidalis gepubliceerd door Pièrre Léonard Vander Linden. De Nederlandstalige naam is ontleend aan Libellen van Europa.